# 1968 في البرازيل
فيما يلي قوائم الأحداث التي وقعت خلال عام 1968 في البرازيل.

## كتب
من الكتب التي صدرت هذه السنة في البرازيل:
- 1 يناير – تعليم المقهورين من تأليف باولو فريري.

## مواليد

### يناير
- 12 يناير – ماورو سيلفا لاعب كرة قدم برازيلي.

### فبراير
- 21 فبراير – دونيزيتي أوليفيرا لاعب كرة قدم برازيلي.

### مارس
- 16 مارس – أديلسون باتيستا لاعب كرة قدم برازيلي.
- 28 مارس – ألديمير سانتوس لاعب كرة قدم برازيلي-ياباني.
- 31 مارس – سيزار سامبايو لاعب كرة قدم برازيلي.

### أغسطس
- 10 أغسطس – أولني كايو لاعب كرة قدم برازيلي.

### سبتمبر
- 11 سبتمبر – ماريو سيزار لاعب كرة قدم برازيلي.
- 20 سبتمبر – آندريه كروز لاعب كرة قدم برازيلي.

### أكتوبر
- 21 أكتوبر – والتر أنريك دي أوليفيرا لاعب كرة قدم برازيلي.
- 23 أكتوبر – رينالدو فيسنتي سيماو لاعب كرة قدم برازيلي.
- 24 أكتوبر – أوسمار دونيزيتي كانديدو لاعب كرة قدم برازيلي.

### نوفمبر
- 5 نوفمبر – أوغوستو بيدرو دي سوزا لاعب كرة قدم برازيلي.
- 14 نوفمبر – زي كارلوس لاعب كرة قدم برازيلي.
- 30 نوفمبر – كارلوس لطوف

### ديسمبر
- 8 ديسمبر – جيسي خوسيه دي ليما لاعب كرة قدم برازيلي.

## وفيات

### سبتمبر
- 22 سبتمبر – لوشيو كاردوزو (مواليد 1913) كاتب برازيلي.

### ديسمبر
- 28 ديسمبر – فيرناندو غويديسيلي (مواليد 1906) لاعب كرة قدم برازيلي.